# Alexander Schimmelfennig
Alexander Schimmelfennig (Bromberg, 20 luglio 1824 – Wernersville, 5 settembre 1865) è stato un generale e rivoluzionario tedesco naturalizzato statunitense.

## Biografia

### I primi anni
Schimmelfennig nacque a Bromberg nell'allora Granducato di Posen, in Prussia (attuale Bydgoszcz in Polonia). Entrò nel giovanissimo nell'esercito prussiano e prestò servizio nel 29º reggimento di fanteria "von Horn" e poi nel 16º fanteria "barone von Sparr", venendo infine destinato alla guarnigione di Colonia. In quest'ultima città entrò in contatto con diversi gruppi politici che lo trascinarono a prendere parte attiva alla rivoluzione del 1848.
Supportò la marcia dei rivoluzionari e divenne membro della commissione militare del Palatinato che portò poi alla Rivolta del Palatinato. Venne ferito due volte nel corso della battaglia di Rinnthal, ma con la sconfitta dei rivoluzionari dovette riparare in Svizzera. Per il suo coinvolgimento nel movimento rivoluzionario, venne processato in absentia e condannato a morte dal governo palatino. Rimase in esilio in Svizzera dove incontrò altri espatriati rivoluzionari come Carl Schurz col quale si spostò dapprima a Londra e poi a Parigi. Mentre si trovava a Londra, Schimmelfenning divenne membro del movimento democratico tedesco, un gruppo settario guidato da Karl Schapper e da August Willich che, pur abbracciando gli ideali della rivoluzione, si opponeva alla Lega dei Comunisti di Karl Marx e di Friedrich Engels.
Nel 1854, Schimmelfennig prese infine la decisione di emigrare negli Stati Uniti dove divenne impiegato del Dipartimento di Guerra. Qui entrò in contatto con i Forty-Eighters, un gruppo di ufficiali militari della fallita rivoluzione del 1848 che erano fuggiti negli Stati Uniti; molti finirono per prestare servizio nell'Union Army. Si dedicò alla scrittura di un libro sulla guerra di Crimea dal titolo The War between Russia and Turkey (Philadelphia, 1854).

### La guerra civile americana
Assieme a Carl Schurz Schimmelfennig cercò di organizzare un reggimento di cavalleria composto da soldati tedeschi emigrati senza però riuscirvi (in particolare per il fatto che Schurz era stato nominato dal presidente Abraham Lincoln quale ambasciatore statunitense in Spagna). Allora Schimmelfennig riuscì a organizzare direttamente un nuovo reggimento a Philadelphia, che poi venne diretto dai suoi colleghi quando lui si ammalò. Il reggimento era composto da soldati di origine tedesca provenienti da Philadelphia e Pittsburgh, e successivamente confluì nel 74º fanteria della Pennsylvania
Quando scoppiò la guerra civile americana, vi furono dei forti sentimenti nativisti tra i soldati dell'Unione. Questo pregiudizio era dovuto in particolare al fatto che le truppe tedesche dell'XI corpo d'armata si erano ritirare in massa dopo essere state attaccate ai fianchi da Stonewall Jackson nella battaglia di Chancellorsville. Tra i critici di quest'operazione vi fu anche Oliver Otis Howard, che era alla ricerca di un capro espiatorio per i propri errori. Nel corso della battaglia, Schimmelfennig aveva comandato una brigata della 3ª divisione dell'XI corpo.
Nella successiva battaglia di Gettysburg, Schimmelfennig comandò una brigata nella 3ª divisione dell'XI corpo d'armata sotto il comando del maggiore generale Carl Schurz. Per un breve periodo di tempo, Schimmelfennig ebbe il comando della 3ª divisione mentre Schurz ebbe per un altrettanto breve periodo di tempo il comando dell'intero corpo d'armata. La sua brigata subì pesanti perdite dal momento che la maggior parte dei suoi uomini vennero catturati come prigionieri dai Confederati. Ma comunque Schimmelfennig e il colonnello Charles Coster furono in grado di coprire la ritirata del resto dell'XI corpo d'armata. Dopo la battaglia, raggiunse il resto delle sue truppe che ormai lo davano per morto, mentre lui era rimasto nascosto nel tentativo di sfuggire al nemico, lasciando i suoi uomini allo sbaraglio. Quando la storia venne scoperta, venne presentata al pubblico americano come un altro esempio di codardia tedesca.
Dopo la battaglia di Gettysburg, dalla metà di luglio sino agli inizi di agosto del 1863, Schimmelfennig venne posto al comando della 1ª divisione dell'XI corpo d'armata. Con la sua brigata venne riassegnato al distretto meridionale nelle Caroline, prestando servizio su Folly Island. Ottenne quindi il comando del distretto di Charleston durante la marcia di Sherman verso il mare. Ammalatosi di malaria, Schimmelfennig ebbe comunque l'onore di accettare la resa di Charleston il 18 febbraio 1865. Il suo quartier generale si trovava a Miles Brewton House, e tra le paludi attorno a Charleston, contrasse una forma virulenta di tubercolosi che lo portò alla morte presso il sanatorio di Wernersville (Pennsylvania), dove si era recato per cercare di curarsi.
Schimmelfennig venne sepolto a Reading, nel Charles Evans Cemetery, non lontano dall'amico e compagno generale unionista David McMurtrie Gregg.